# Dendromurinae
Dendromurinae este o subfamilie de rozătoare din familia Nesomyidae și superfamilia Muroidea. Dendromurinele sunt în prezent limitate la Africa, ca și în cazul tuturor membrilor existenți ai familiei Nesomyidae. Titlul de autor al subfamiliei a fost atribuit atât lui Alston, 1876, cât și (incorect) lui GM Allen, 1939.
Două genuri, Dendromus⁠(d) și Steatomys⁠(d), sunt relativ comune în cea mai mare parte a Africii subsahariene. Celelalte genuri sunt relativ rare și au distribuții geografice restrânse.
Deomys ferugineus⁠(d), a fost plasat în mod tradițional în această subfamilie, însă studiile filogenetice moleculare au arătat că acesta este mai degrabă înrudit cu șoarecii spinoși, genul Acomys⁠(d). Deomys ferugineus este acum plasat în familia Muridae și subfamilia Deomyinae⁠(d). Doar două dintre genurile de dendromurine recunoscute în prezent, Dendromus⁠(d) și Steatomys⁠(d), au fost studiate în cadrul analizelor moleculare. Având în vedere cât de distincte sunt aceste genuri unul de celălalt, plasarea tuturor celorlalte genuri dendromurine ar trebui să fie considerată provizorie până la o examinare mai atentă. Un alt gen rar de „dendromurine”, Leimacomys⁠(d), a fost recent plasat într-o nouă subfamilie (Leimacomyinae) din familia Muridae (Musser și Carleton, 2005).
Fosilele atribuite Dendromurinae sunt cunoscute din Asia încă de acum 15 milioane de ani. S-a crezut că dendromurinele au invadat Africa de acolo și au dispărut în Asia din cauza concurenței cu alte muroide. Același lucru ar putea fi valabil și în prezent în Africa, deoarece dendromurinele au scăzut de la invazia murinelor și a altor muroide.
Subfamilia Dendromurinae conține 6 genuri și 25 de specii.

## Clasificare
Subfamilia Dendromurinae
- Genul Dendromus⁠(d)
  - Dendromus insignis⁠(d)
  - Dendromus insignis⁠(d)
  - Dendromus leucostomus⁠(d)
  - Dendromus lovati⁠(d)
  - Dendromus melanotis⁠(d)
  - Dendromus mesomelas⁠(d)
  - Dendromus messorius⁠(d)
  - Dendromus mystacalis⁠(d)
  - Dendromus nyasae (kivu)⁠(d)
  - Dendromus nyikae⁠(d)
  - Dendromus oreas⁠(d)
  - Dendromus ruppi⁠(d)
  - Dendromus vernayi⁠(d)
- Genul Megadendromus⁠(d)
  - Megadendromus nikolausi⁠(d)
- Genul Dendroprionomys⁠(d)
  - Dendroprionomys rousseloti⁠(d)
- Genul Prionomys⁠(d)
  - Prionomys batesi⁠(d)
- Genul Malacothrix⁠(d)
  - Malacothrix typica⁠(d)
- Genul Steatomys⁠(d)
  - Steatomys bocagei⁠(d)
  - Steatomys caurinus⁠(d)
  - Steatomys cuppedius⁠(d)
  - Steatomys jacksoni⁠(d)
  - Steatomys krebsii⁠(d)
  - Steatomys opimus⁠(d)s⁠(d)
  - Steatomys parvus⁠(d)
  - Steatomys pratensis⁠(d)